# Jevgeni Ossinovski
Jevgeni Ossinovski, ros. Евгений Олегович Осиновский, trb. Jewgienij Olegowicz Osinowski (ur. 15 marca 1986 w Kohtla-Järve) – estoński polityk pochodzenia rosyjskiego, poseł do Riigikogu, w latach 2014–2015 minister edukacji i badań naukowych, od 2015 do 2018 minister zdrowia i pracy, od 2015 do 2019 przewodniczący Partii Socjaldemokratycznej, od 2024 burmistrz Tallinna.

## Życiorys
Urodził się w rosyjskojęzycznej rodzinie w Kohtla-Järve, jednak w dzieciństwie mieszkał także w Aseri, Tapa i Tallinnie. W okresie szkolnym był mistrzem szachowym w Lääne-Viruma. W 2004 ukończył naukę w średniej szkole realnej w Tallinnie ze srebrnym medalem. Został bakałarzem z dziedziny filozofii na Uniwersytecie w Tartu, następnie ukończył magisterskie studia politologiczne w London School of Economics and Political Science.
W 2011 przystąpił do Partii Socjaldemokratycznej. W wyborach w tym samym roku kandydował z numerem 415 i uzyskał mandat posła do Riigikogu XII kadencji w okręgu Ida-Virumaa. W wyborach samorządowych w 2013 był kandydatem SDE na burmistrza Narwy. W wyborach do rady miejskiej zdobył największą liczbę głosów, choć ostatecznie ponownie wygrała w nich Partia Centrum.
W 2012 stanął na czele socjaldemokratycznej organizacji partyjnej w Ida-Virumaa. W lutym 2014 ponownie wybrany na to stanowisko. Po zawiązaniu koalicji między socjaldemokratami i Estońską Partią Reform Jewgienij Osinowski 26 marca 2014 został zaprzysiężony na urząd ministra edukacji i badań naukowych w rządzie Taaviego Rõivasa.
W 2015 uzyskał reelekcję na kolejną kadencję parlamentu, nie został natomiast nominowany do nowego gabinetu, kończąc urzędowanie 9 kwietnia 2015. W maju 2015 zastąpił Svena Miksera na funkcji przewodniczącego socjaldemokratów. 14 września tego samego roku dołączył do rządu Taaviego Rõivasa jako minister zdrowia i pracy. Pozostał na tym stanowisku również w utworzonym 23 listopada 2016 rządzie Jüriego Ratasa. Zrezygnował z funkcji ministerialnej 2 maja 2018, deklarując zamiar skoncentrowania się na działalności partyjnej. W wyborach w 2019 utrzymał mandat deputowanego do Riigikogu. W czerwcu tegoż roku na stanowisku przewodniczącego partii zastąpił go Indrek Saar. Wybierany na radnego estońskiej stolicy; w listopadzie 2021 poinformował o odejściu z Riigikogu w związku z objęciem funkcji przewodniczącego rady miejskiej Tallinna w ramach koalicji między centrystami i socjaldemokratami. W 2023 ponownie uzyskał mandat poselski do krajowego parlamentu. W kwietniu 2024 został powołany na burmistrza Tallinna.
Jest synem przedsiębiorcy Olega Ossinovskiego, który sponsorował Partię Socjaldemokratyczną. Zasiadł w radzie przedsiębiorstwa rodzinnego Skinest Grupp. Wraz ze Stanislavem Tšerepanovem i Vadimem Belobrovtsevem znalazł się wśród polityków SDE, mających rosyjskie korzenie i wypowiadających się na tematy związane z mniejszością rosyjską.